# Régime critique
 (janvier 2023).
Si vous disposez d'ouvrages ou d'articles de référence ou si vous connaissez des sites web de qualité traitant du thème abordé ici, merci de compléter l'article en donnant les références utiles à sa vérifiabilité et en les liant à la section « Notes et références ».

Différents régimes de retour à l'équilibre d'un système en fonction de la valeur du taux d'amortissement ζ. On observe les régimes apériodique (ζ>1), critique (ζ=1), pseudo-périodique (ζ<1) et harmonique (ζ=0). La courbe représente les oscillations (x(t)) relatives à la position de départ (x(0)) d'un oscillateur mécanique à une dimension sans vitesse initiale. ω_{0} est la pulsation propre du système.

En physique, le régime critique, ou régime apériodique critique, est un cas limite de régime transitoire d'un système. Il correspond au régime pour lequel les frottements (ou dissipations) sont trop forts pour qu'il existe une oscillation autour de l'équilibre (ou du régime permanent), mais pas assez forts pour que le régime soit apériodique.
Le régime critique est le régime qui permet le retour le plus rapide du système à l'équilibre[réf. souhaitée].